# Desmanthus velutinus
Desmanthus velutinus är en ärtväxtart som beskrevs av Scheele. Desmanthus velutinus ingår i släktet Desmanthus och familjen ärtväxter. Inga underarter finns listade i Catalogue of Life.